# Thierry III de Bar
Pour les articles homonymes, voir Thierry de Bar, Thierry III et Thierry.
Thierry de Bar, mort en 1171, évêque de Metz de 1163 à 1171, fils de Renaud Ier, comte de Bar et de Gisèle de Vaudémont.
Il devient chanoine à Metz, archidiacre de Marsal avant 1128, reçut en 1136 la princerie de Metz, devenue vacante par l’élection de son titulaire Albéron de Chiny au siège épiscopal de Verdun. L’évêque de Metz était son oncle Étienne de Bar et les chanoines l’accusèrent de népotisme. L’affaire s’arrangea, mais Thierry dut renoncer à l’archidiaconné de Marsal. De juin 1147 à août 1149, il participa à la deuxième croisade, avec son père, son oncle Étienne et son frère Renaud.
En 1156, il reçut la princerie de Verdun. En 1163, à la mort de son oncle Étienne, il fut élu évêque de Metz avec l’appui de l’empereur romain germanique Frédéric Ier Barberousse. Il était simple diacre et avait refusé d’être ordonné prêtre, aussi ne fut-il pas sacré.

## Source
1. ↑  Dictionnaire de statistique religieuse p. 419-422, Jacques Paul Migne 1851.

- Georges Poull, La Maison souveraine et ducale de Bar, 1994 [détail de l’édition].